# Голдсмит, Реймонд Уильям
Реймонд У. Голдсмит (Raymond W. Goldsmith; 23 декабря 1904 — 12 июля 1988, Хамден, Коннектикут) — американский экономист, специализировавшийся на исторических данных о национальном доходе, сбережениях, финансовых посредниках, а также финансовых активах и обязательствах. Его труды посвящены анализу платежного баланса страны, проблемам инвестирования и вывоза капитала.

## Биография
Голдсмит родился в Брюсселе в семье еврейского происхождения и вырос во Франкфурте. После окончания средней школы он работал в банке в течение года, перенеся немецкую гиперинфляцию 1923 года. Затем он учился в берлинской школе Handelshochschule и получил степень доктора философии в Берлинском университете в 1928 году. Далее, пока он не уехал в США в 1934 году, он работал в немецком статистическом управлении, занимаясь исследованиями банковских и экономических систем в Латинской Америке и других странах. Он был научным сотрудником Брукингского института (1930—1931), и постдоком в Лондонской школе экономики (1933—1934).
С 1934 по 1951 год он работал на различных должностях в Комиссии по ценным бумагам и биржам и в Управлении военного производства. В Государственном департаменте он участвовал в разработке плана Кольма-Доджа-Голдсмита по проведению немецкой валютной реформы 1946 года и финансовой реализации австрийского мирного соглашения 1947 года. Он был консультантом во многих зарубежных странах, включая Индию, Японию и Бразилию.
В 1951 году Голдсмит был назначен профессором в Нью-Йоркском университете и сотрудником Национального бюро экономических исследований. В 1953 году он был избран членом Американской статистической ассоциации. В 1955 году он опубликовал свой великий труд жизни «Исследование сбережений в Соединенных Штатах»(A Study of Saving in the United States). Эта работа, частично написанная в соавторстве с Дороти Брейди и Хорстом Мендерхаузеном, состояла из трех томов общим объемом более 2000 страниц и включала в себя сотни таблиц данных временных рядов. Эти данные имели решающее значение для ранних эмпирических испытаний жизненного цикла и теорий потребления с постоянным доходом, поскольку официальные счета национального дохода в США начинаются только в 1929 году. С 1962 по 1973 год он был профессором экономики в Йельском университете, оставаясь активным ученым до конца своей жизни.
Его жена, Сельма Файн Голдсмит, также была известным экономическим статистиком.

## Научная деятельность
Голдсмит известен, главным образом, как автор около 15 научных книг, чрезвычайно богатых историческими экономическими и финансовыми данными о США, других странах и древнем мире.
Книги Голдсмита предоставляют американские данные о потоках национального дохода до 1929 года, запасах материальных активов до 1925 года и о финансовых активах и обязательствах до 1945 года. Его метод оценки римского ВВП на основе скудных древних свидетельств послужил основой для последующих попыток экономических историков, таких как Энгас Мэддисон, Питер Темин и другие.

## Сочинения
- Финансовые посредники в американской экономике после 1900 года (Financial Intermediaries in the American Economy since 1900).
- The Economic Growth of Tsarist Russia, 1860—1913 // Economic Development and Cultural Change. (April 1961). Vol. 9. No. 3. P. 441—475.
- 1963 (с Робертом Липси и Моррисом Мендельсоном). Исследования Национального баланса США в двух томах (Studies in the National Balance Sheet of the U.S. In two volumes.)
- 1969. Финансовая структура и развитие (Financial Structure and Development).
- Национальное богатство США в послевоенный период = The national Wealth of the U.S. in the Postwar Period (1962). / Пер. с англ. И. М. Осадчей и Р. М. Энтова ; Вступ. статья В. Н. Кириченко и Г. А. Шпилько. — Москва : Статистика, 1968. — 430 с. — (Новейшие зарубежные статистические исследования)